# وزارة الإعلام (اليمن)
وزارة الإعلام اليمنية تهدف الوزارة إلى تزويد المواطن اليمني بالمعلومات والحقائق والاخبار في مختلف المجالات والتعريف باليمن تاريخياً وحضورياً وثقافياً وسياسياً في ترسيخ قيم الحرية والعدالة والمساواة وذلك طبقاً للدستور والقانون والسياسة العامة للدولة، ويقع مقر الوزارة في العاصمة صنعاء.

## الوزير
الوزير الحالي هو ضيف الله قاسم الشامي منذ 10 نوفمبر 2018.

### الوزراء السابقون
| م  | اسم الوزير              | تاريخ التعيين   |
| -- | ----------------------- | --------------- |
| 1  | محمد أحمد جرهوم         | 24 مايو 1990م   |
| 2  | حسن أحمد اللوزي         | 30 مايو 1993م   |
| 3  | محمد سالم باسندوة       | 6 أكتوبر 1994م  |
| 4  | عبد الرحمن محمد الأكوع  | 15 مايو 1997م   |
| 5  | حسين ضيف الله العواضي   | 4 أبريل 2001م   |
| 6  | حسن أحمد اللوزي         | 11 فبراير 2006م |
| 7  | علي أحمد العمراني       | 7 ديسمبر 2011م  |
| 8  | نصر طه مصطفى            | يونيو 2014م     |
| 9  | نادية عبد العزيز السقاف | 7 نوفمبر 2014م  |
| 10 | أحمد محمد حامد          | 28 نوفمبر 2016م |

## الهيكل التنظيمي للوزارة
يتكون الهيكل التنظيمي للوزارة من ديوانها ومكاتبها وأجهزتها المختصة في امانة العاصمة ومحافظات الجمهورية وعلى النحو الآتي:
- أولاً: الوزير ويتبعه مباشرة:

المستشارون ومجلس الوزارة ومكتب الوزير والمؤسسات الإعلامية والصحفية الاتية:
1. المؤسسة العامة اليمنية للإذاعة والتلفزيون.
2. المؤسسات الصحفية.
3. وكالة الأنباء اليمنية (سبأ).
4. دار الهمداني للطباعة والنشر.
5. دار باكثير للطباعة والنشر.
6. مركز التوثيق الإعلامي.

- ثانياً: وكيل الوزارة:
- ثالثاً: الإدارات العامة الاتية:

1. الإدارة العامة للإعلام.
2. الإدارة العامة للصحافة.
3. الإدارة العامة للدراسات والأبحاث والترجمة.
4. الإدارة العامة للشؤون المالية والتجهيزات والصيانة.
5. الإدارة العامة لشؤون الموظفين.
6. الإدارة العامة للشؤون القانونية.

## المهام والاختصاصات
تتولى وزارة الإعلام المهام والاختصاصات التالية:
1. اقتراح السياسة الإعلامية للدولة وتحديث وتطوير أساليبها بما يخدم أهداف الدولة.
2. اقتراح الخطط والبرامج الإعلامية الإذاعية والتلفزيونية والصحفية والإشراف على تنفيذها.
3. الإشراف على الأنشطة الإعلامية الموجهة إلى خارج الجمهورية بالتنسيق مع الجهات ذات العلاقة.
4. توثيق الصلة بين اليمنيين المقيمين في الخارج وبين وطنهم واطلاعهم على ما يتحقق من منجزات.
5. تسهيل الحصول على المعلومات والثقافة والمعرفة.
6. تعزيز العمل الإعلامي والتوظيف الأمثل لرسائله في خدمة قضايا التنمية والسكان والبيئة والتعليم والصحة والثقافة وغيرها من الشئون العامة.
7. إبراز ابداعات أفراد المجتمع العلمية عبر وسائل الاعلام المختلفة.
8. تعزيز حرية الصحافة وحق التعبير واحترام المسؤولية الصحفية وحقوق الصحفيين في ضوء القوانين النافذة.
9. الإشراف والتوجيه والمتابعة للعمل الإعلامي في كافة المؤسسات والأجهزة الإعلامية الحكومية ومكاتب الوزارة في المحافظات التابعة لها وتقييم أنشطتها واقتراح سبل تطويرها لمواكبة الاتجاهات الحديثة في مجال الإعلام.
10. توثيق العلاقة مع الوزارات والهيئات والمنظمات الاعلامية المماثلة في البلدان الشقيقة والصديقة الاشتراك في المؤتمرات والمنظمات واللجان والدورات العربية والدولية والإقليمية المتخصصة بشؤون الإعلام.
11. تنمية كادر فني وإبداعي متخصص في كافة الأنشطة الإعلامية.
12. إجراء الدراسات والأبحاث في المجال الإعلامي والإفادة من الجهود البحثية في الداخل والخارج.
13. خزن وتوثيق المعلومات في مجالات الإعلام المختلفة بصورة منظمة ومرتبة حتى يسهل الرجوع اليها عند الحاجة.
14. تقديم تقارير دورية منتظمة عن أنشطتها ومنجزاتهاطا.
15. القيام بأية مهام أو اختصاصات أخرى تقتضيها طبيعة وظيفتها أو بمقتضى القوانين والانظمة النافذة أو تكلف بها.